# ساری‌خان‌لو
ساری‌خان‌لو روستایی است که در استان اردبیل، شهرستان مشگین‌شهر، بخش مرکزی، دهستان دشت قرار دارد.

## جمعیت
بر اساس سرشماری سال ۱۳۸۵ جمعیت این روستا ۴۹۲ نفر با ۱۰۸ خانوار بوده‌است.